# Nadija Kazimirčuk
Nadija Mikolaïvna Kazimirčuk (in ucraino Надія Миколаївна Казімірчук?; 27 settembre 1978) è una schermitrice ucraina, specialista nella spada.

## Palmarès
In carriera ha conseguito i seguenti risultati:
- Europei di scherma

Mosca 2002: bronzo nella spada a squadre.
Zalaegerszeg 2005: bronzo nella spada a squadre.
Smirne 2006: bronzo nel spada individuale.